# Strigamia bicolor
Strigamia bicolor är en mångfotingart som beskrevs av Wataru Shinohara 1981. Strigamia bicolor ingår i släktet Strigamia och familjen spoljordkrypare. Inga underarter finns listade i Catalogue of Life.